# Towiany
Towiany (lit. Taujėnai) – miasteczko na Litwie na północny zachód od Wiłkomierza, w okręgu wileńskim, w rejonie wiłkomierskim, w gminie Towiany. Znajdowały się tu dobra Radziwiłłów, po których do dziś znajduje się tu pałac.

## Zabytki[1]
- klasycystyczny kościół Podwyższenia Krzyża Świętego z 1858
- zespół pałacowy z pałacem w centralnej części piętrowym, wybudowanym w 1802 r. przez Benedykta Morykoniego, obiekt od frontu posiadał portyk z sześcioma kolumnami podtrzymującymi tympanon, po bokach parterowe skrzydła, obok ogród angielski[2].

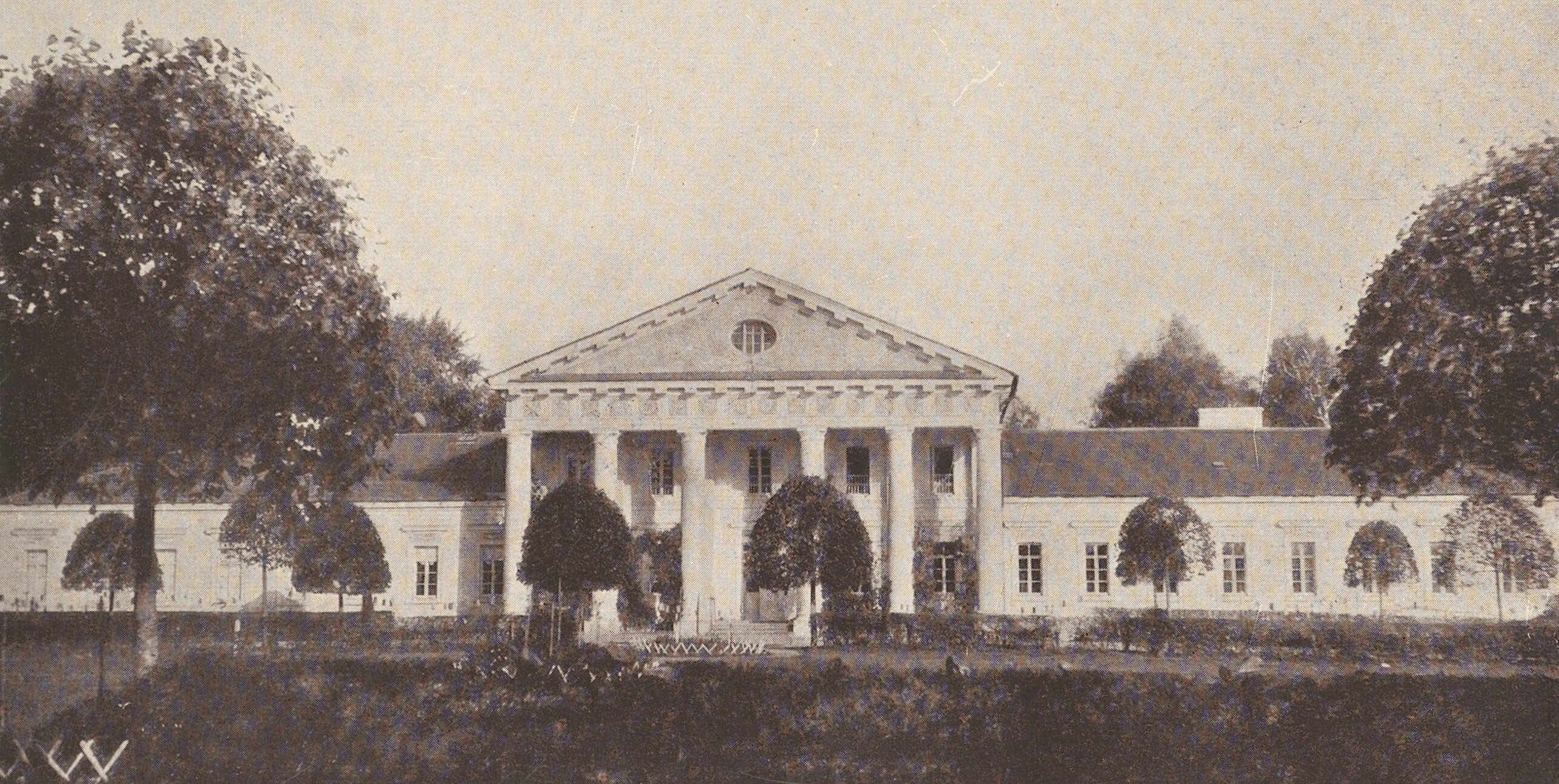
Dwór przed 1911